# Huaqing Chi
Huaqing Chi (kinesiska: 华清池) är en källa i Kina. Den ligger i provinsen Shaanxi, i den nordvästra delen av landet, omkring 29 kilometer öster om provinshuvudstaden Xi'an.
Runt Huaqing Chi är det tätbefolkat, med 257 invånare per kvadratkilometer. Närmaste större samhälle är Lintong, 2,3 km norr om Huaqing Chi. Trakten runt Huaqing Chi består till största delen av jordbruksmark.
Genomsnittlig årsnederbörd är 688 millimeter. Den regnigaste månaden är september, med i genomsnitt 143 mm nederbörd, och den torraste är januari, med 4 mm nederbörd.